# Dicranomyia clathrata
Dicranomyia clathrata är en tvåvingeart som beskrevs av Evgenyi Nikolayevich Savchenko 1984. Dicranomyia clathrata ingår i släktet Dicranomyia och familjen småharkrankar. Inga underarter finns listade i Catalogue of Life.